# 水瓶

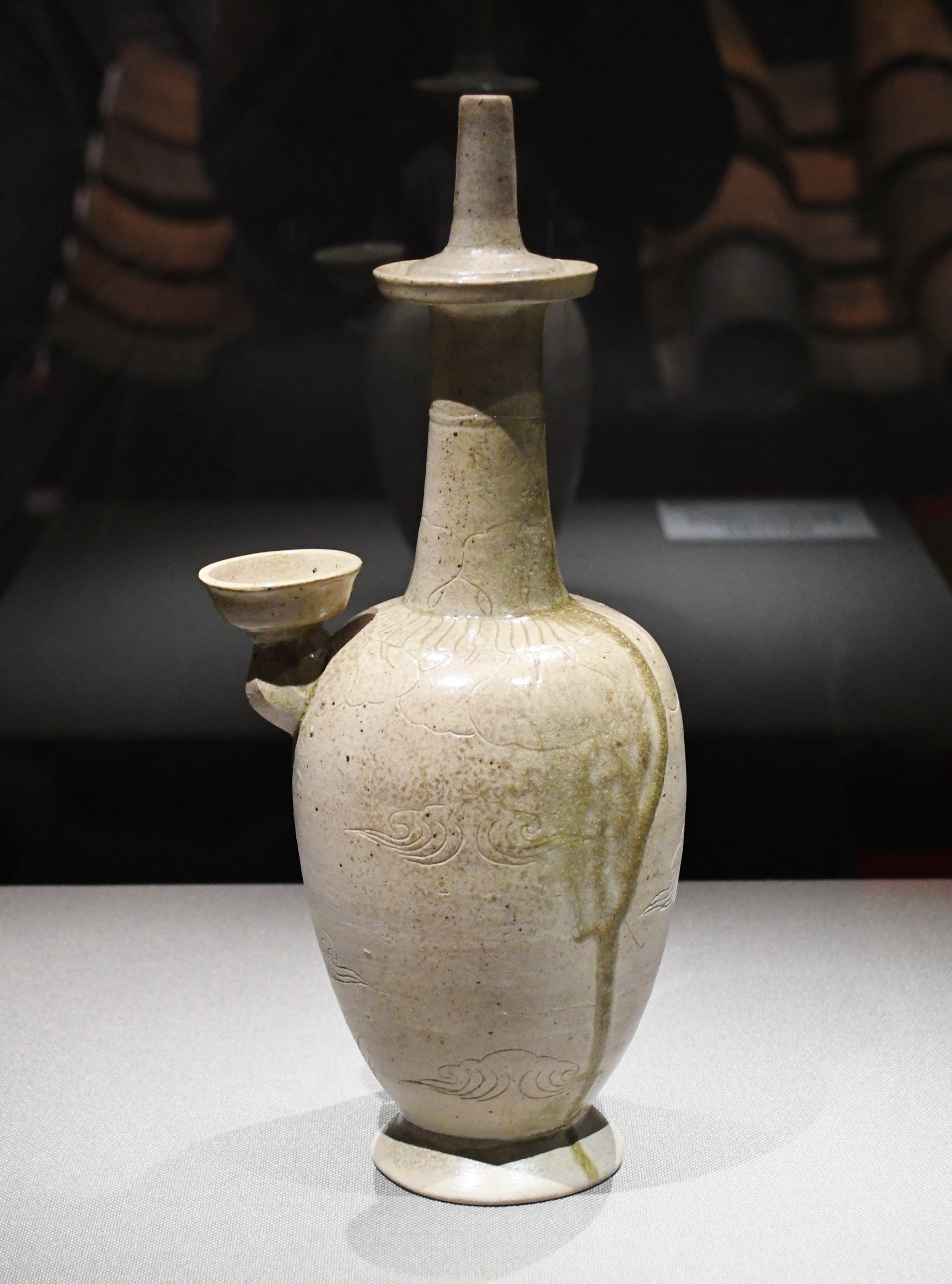
灰釉花文浄瓶
荒久遺跡（千葉県市原市）出土。市原歴史博物館展示。

水瓶（すいびょう、みずがめ）は、仏教において閼伽（水）を入れる瓶で、比丘（びく）が持たなければならない18種類の持ち物のひとつ。サンスクリット語の「グンディ」の訳で、軍持（ぐんじ）と音訳される。仏像のうち観音菩薩などの持物とされることもある。
水瓶は、古くから使われ陶器のほか鋳銅製などがあり、文化財に指定されているものもある。